# Magliano Vetere
Magliano Vetere er en italiensk by (og kommune) i regionen Campania i Italien, med omkring 589(2023) indbyggere. 